# Período sinodal (Igreja russa)

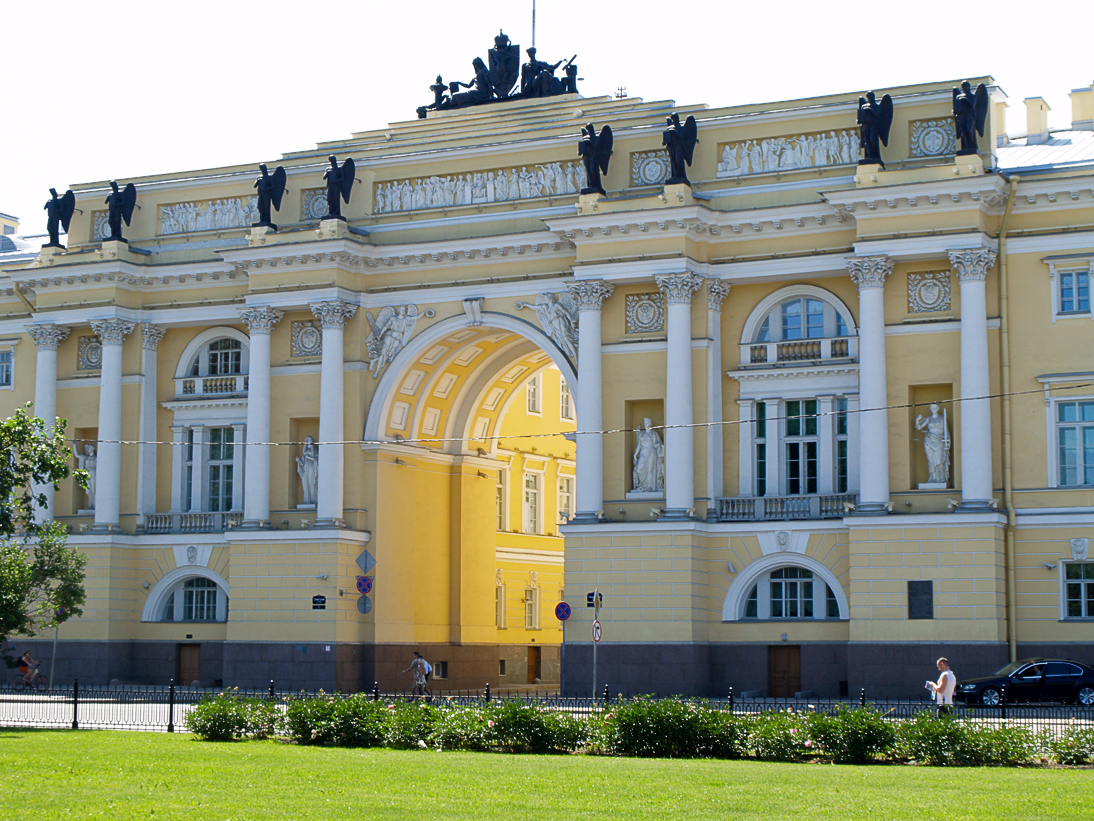
Edifício do Senado e Sínodo em São Petersburgo

Período sinodal (em russo:  Синодальный период) é o termo geralmente aceito na periodização da história da Igreja russa, normalmente se referindo a 1700-1917: duas décadas de mandato como lugar-tenente do metropolita Estevão de Riazã (de 1700 a 1721) são geralmente consideradas no âmbito deste período (Pedro Znamenski, Antônio Kartashev, Igor Smoliche, arcipreste Vladislau Tsipin), embora o Santo Sínodo, que foi o órgão máximo de governo da Igreja Ortodoxa no Império Russo desde 1721, ainda não existisse.

## Nomes da Igreja
Durante este período não houve nenhuma nomenclatura uniforme (oficialmente ou legalmente registrada) da organização da Igreja Ortodoxa no território da Rússia, e em diferentes fontes existem variantes como: Igreja Greco-Católica Ortodoxa Russa, Igreja Greco-Russa Católica Ortodoxa, Igreja da Rússia, Igreja Russa, Igreja Ortodoxa Russa, Igreja Católica Ortodoxa Russa, Igreja Greco-Russa, Igreja Greco-Russa Ortodoxa, Igreja Oriental-Ortodoxa Russa, e, no século XVIII, também, Igreja Russa da Lei Grega. Nos documentos internos do Governo russo, a totalidade dos órgãos de administração eclesiástica sob a jurisdição do Santo Sínodo Governante foi referida como o Departamento da Confissão Ortodoxa. Em documentos do Concílio da Igreja de Toda a Rússia (1917-1918), a Igreja na Rússia, como regra, é chamada de "Igreja Ortodoxa Russa".

## Principais processos e tendências
A natureza da governança e da estrutura da Igreja russa nesse período foi estabelecida no decorrer das reformas eclesiásticas por Pedro I e consagrada nos Regulamentos Espirituais de 1721, que continuaram sendo o principal documento normativo da Igreja na Rússia de origem estatal.
No século XVIII, os seguintes processos socioeconômicos puderam ser observados na Igreja russa: sucessiva secularização (alienação) de terras e outras propriedades dos mosteiros pelo Estado (em 1764 os mosteiros foram transformados em "quadro de funcionários" e recebiam um subsídio fixo do tesouro estatal, dependendo da "classe"); o isolamento do clero em um estamento fechado, a eliminação da prática de clérigos paroquiais eleitos e o estabelecimento generalizado do procedimento hereditário de preenchimento de vagas nas paróquias.
Na década de 1860, o governo tomou algumas medidas que quebraram um pouco a natureza fechada do clero: Em 1863, os graduados dos seminários teológicos foram autorizados a entrar nas universidades (abolido em 1879). O Estatuto do Ginásio de 1864 permitiu que os filhos dos clérigos entrassem nos ginásios. Em 1867, a prática de herdar cargos eclesiásticos foi abolida. De acordo com o parecer do Conselho de Estado aprovado pelo Imperador Alexandre II em 26 de maio de 1869 e seu complemento de 15 de março de 1871, todos aqueles que não eram sacerdotes e nem possuíam funções clericais, juntamente com seus filhos, foram excluídos do estamento clerical. Em 21 de março de 1871, pessoas de todos os estamentos foram autorizadas a ocupar cargos eclesiásticos, os filhos de sacerdotes poderiam receber nobreza privada e os filhos de ministros consagrados, cidadania honorária pessoal.
A partir de 1868, a divisão das dioceses em classes, introduzida no século XVIII, foi abolida: de acordo com os estatutos de 1754, as dioceses eram divididas em dioceses de primeira classe (metrópoles), de segunda classe (arcebispados) e de terceira classe (bispados); de acordo com esta classificação, os bispos governantes recebiam vantagens de honra e título. De acordo com os estatutos de 27 de dezembro de 1867, a divisão das dioceses em classes foi abolida e todas foram consideradas iguais, com exceção das três metrópoles: São Petersburgo, Kiev e Moscou, bem como o Exarcado da Geórgia; os títulos dos bispos foram transformados em benefício pessoal.
Durante todo o período, houve um processo de expansão territorial significativa da jurisdição da Igreja russa, ocorrendo em paralelo (e na América do Norte, desde o final do século XIX, de forma autônoma) à expansão geográfica do Império Russo: No início do século XIX, a Igreja georgiana, anteriormente autocéfala (ambos os catolicatos), foi totalmente incorporada. Várias novas dioceses foram criadas (ou antigas dioceses foram recriadas) - São Petersburgo, dioceses no Território Noroeste, Sibéria Oriental, Novorossia, Galícia, Reino da Polônia, Bessarábia, Turquistão, Extremo Oriente. A atividade missionária foi realizada na China e no Japão.
O sínodo em Polotsk, organizado pelo governo russo em 1839, e a conversão da diocese uniata de Kholm à Ortodoxia em 1875 aboliram completamente a organização da Igreja uniata na Rússia, que surgiu como resultado da União de Brest, em 1596, entre parte dos ortodoxos (metrópole de Kiev, Galícia e toda a Rússia na jurisdição do patriarcado de Constantinopla) da população russa ocidental de Rzeczpospolita e do papado. Depois disso, somente o catolicismo de rito latino foi permitido no império, sob o controle do Colégio Teológico Católico Romano.
No âmbito das relações exteriores, os contatos entre as Igrejas envolveram-se na política externa do governo. Na primeira metade do século XIX, a coleta de informações e as tentativas de influenciar os patriarcados orientais para promover os objetivos da política externa da Rússia, em particular a solução da Questão Oriental e a disputa greco-búlgara, foram intensificadas. Uma consequência foi a tensão (às vezes conflito) nas relações com o Patriarcado de Constantinopla, que teve três causas principais: 1) O apoio de fato da Rússia aos cismáticos búlgaros contra o patriarcado (mas sem co-serviço com eles); 2) A crescente influência do governo e da opinião pública do reino grego sobre o patriarcado, onde o sentimento anti-russo era forte após a Guerra da Crimeia devido à influência inglesa e à reação ao que era visto pelos gregos como pan-eslavismo russo e russificação de Atos; 3) A anormalidade, na opinião da maioria dos políticos e religiosos russos, do arranjo da administração do patriarcado de acordo com os "Estatutos Gerais" de 1858-1860, que previam um papel significativo para os leigos no governo central da Igreja.

No final do século XIX, características litúrgicas russas específicas haviam finalmente se estabelecido na prática litúrgica paroquial, como o Canto das partes, o serviço de Matinas na noite anterior, a confissão obrigatória antes da Comunhão e a abolição de fato das Completas. Em 1896, por ordem do Imperador Nicolau II, os padres que não tinham cruzes sacerdotais colocaram a cruz de prata de oito pontas, que durante os 200 anos da proibição de fato foi um símbolo característico dos Velhos crentes.